# Uvira (territoire)
Le territoire d'Uvira est une entité administrative déconcentrée de la province du Sud-Kivu en république démocratique du Congo. La ville d'Uvira est le chef-lieu de la chefferie-collectivité du peuple Bavira, ayant pour chef coutumier Mwami Lenge III, et en même temps le chef-lieu du territoire portant le même nom. Elle est parmi les 9 villes socio-économiques principales de la république démocratique du Congo.
Le territoire compte 1 165 092 habitants en 2020.

## Géographie
Uvira est située au 03°26  S 29°08 E à l'extrémité nord du lac Tanganyika. Elle est constituée de 14 quartiers qui forment la cité d'Uvira. Elle a un port important, Kalundu, qui relie Uvira à la ville de Kalemie, au Nord de la province du Katanga et la ville de Kigoma en Tanzanie. La ville est à 120 km de Bukavu, la capitale du Sud-Kivu, 88 km de la ville de Baraka dans le territoire de Fizi et 26.5 km de la ville de Bujumbura, la capitale du Burundi, elle est considérée comme un prolongement de la ville de Bujumbura de par sa proximité avec cette dernière. À cause de sa situation géographique, Uvira est souvent la ville victime des guerres qui commencent par là et ayant tout détruit, tant les infrastructures que les tissus socio-économiques, et qu’il ne reste plus rien, particulièrement dans les petits centres et villages qui entourent Uvira à l'est de la République. Le niveau de destruction du Territoire d'Uvira et sa situation géographique ont contribué au choix de la ville d'Uvira comme siège social de l'association sans but lucratif Centre de recherche sur l'anti-corruption.

## Histoire récente
Elle fut le théâtre de nombreux troubles au cours de la Première et de la Deuxième guerre du Congo.
La ville a connu des émeutes en février 2006, à la suite d'une rumeur  qui attesterait la reconnaissance des territoires de Minembwe et de Bunyakiri. Ceux-ci ont en effet eu ce statut sous l'administration du RCD, mais il n'est pas prévu de modification par rapport à la situation officielle prévalant avant la Deuxième guerre du Congo.

## Communes
Le territoire compte trois communes rurales de moins de 80 000 électeurs.
- Kiliba, (29 127 électeurs, 7 conseillers municipaux)
- Luvungi, (24 378 électeurs, 7 conseillers municipaux)
- Sange, (32 279 électeurs, 7 conseillers municipaux)

Uvira, (109 399 électeurs, 9 conseillers municipaux) érigée en ville depuis décembre 2018, a dès lors, un statut indépendant du territoire.

## Education

### Les institutions universitaires
- UNDT UVIRA

### Les institutions supérieures
- Institut Supérieur de Commerce (Isc-Uvira);
- Institut Supérieur des techniques médicales (Istm-Uvira);
- Institut Supérieur pédagogique (Isp-Uvira);
- Institut Supérieur de développement rural (Isdr-Uvira).

### Les écoles secondaires et primaires
Les écoles secondaires les plus connues sont :
- Institut Mwanga d'Uvira;
- Complexe Scolaire Nuru;
- Institut Zawadi ya Rais;
- Lycée Umoja d'Uvira;
- Institut Kalundu;
- Collège Ilila,
- Complexe Scolaire Kakombe
- Institut Kitundu;
- Institut d'Uvira;
- ITAV Kasenga;
- Institut MrGuido Conforti;
- Institut du lac;
- Institut Institut Notre dame Aux Larmes.

Les écoles primaires les plus connues sont :
- École Primaire les Anges (Ep les Anges);
- Complexe Scolaire KAKOMBE,
- Complexe Scolaire Ujuzi,
- École Primaire La Pirogue ( Dont le Fondateur est le Pasteur Neville MULIBONGE KWIBE)
- École Primaire Action Kusaidia(Ep Action Kusaidia);
- École Primaire Nuru (Ep Nuru);
- École Primaire Munanira (Ep Munanira);
- École primaire Kasenga (Ep Kasenga),
- Ecole Primaire Mango tree

Les écoles secondaires les plus connues dans les communes ruraux sont :
- Institut Langala (Kiliba);
- Institut Kyamate (Sange);
- Institut Ndunda (Ndunda);
- Institut Usalama (Sange);
- Institut Taraja (Kiliba);
- Institut Vijana (Luberizi);
- Institut Adelia (Sange);
- Institut Ufunuo (Sange);
- Institut Ushindi (Kiliba);
- Institut Itara(Luvungi);
- Institut Mulangaliro(Luvungi);
- Institut Umoja/Katogota(Luvungi)
- Institut Neema(Luvungi)